# Condado de Suffolk (Nueva York)
Suffolk es un condado del estado estadounidense de Nueva York, localizado en el área metropolitana de Nueva York, en Long Island, en el extremo suroriental de dicho estado.
En el año 2000, la población del condado era de 1.419.369 personas. Fue denominado así, en honor del condado homónimo de Inglaterra, de donde provenían sus primeros colonizadores.
La cabecera del condado es Riverhead, aunque muchas oficinas gubernamentales del condado están situadas en Hauppauge en el extremo occidental de Suffolk, donde se concentra la mayor parte de su población. También hay oficinas en Smithtown, donde se ubica la Asamblea condal, Yaphank y Farmingville.
Juntos, los condados de Nassau y Suffolk son referidos por los residentes del área, como "Long Island", para diferenciarlos de los distritos neoyorquinos de Queens (condado de Queens) y Brooklyn (condado de Kings), que están situados en el extremo occidental de la isla.
Geográficamente, el condado de Suffolk es el situado más al oriente, tanto del estado como del Área metropolitana de Nueva York.

## Historia
El condado de Suffolk fue uno de los doce condados originales creados en 1683 en el Estado de Nueva York. Sus límites son básicamente los mismos en la actualidad, con pocos cambios en la línea divisoria con su vecino occidental, originalmente el condado de Queens y, desde 1899, el condado de Nassau.
De todos modos, debido a la urbanización de la parte occidental del condado, se han producido intentos para segregar la parte oriental del mismo, convirtiéndola en un nuevo condado, que recibiría el nombre de condado de Peconic.

## Geografía
De acuerdo con la Oficina del Censo de los Estados Unidos, el condado tiene una superficie total de 6.141 km² (2.373 mi²). De ellos, 2.363 km² (912 mi²) son tierra y 3.784 km² (1.461 mi²) son aguas.
El condado de Suffolk ocupa la parte más oriental de Long Island. La punta este del condado se parte en dos penínsulas, conocidas como North Fork y South Fork. El condado está rodeado por agua por tres de sus lados, el océano Atlántico y Long Island Sound (un brazo del océano, que desemboca en el río Este y separa la isla de los condados neoyorquinos de Bronx y Westchester y el estado de Connecticut).
Limita al norte con Long Island Sound, que la separa del estado de Connecticut, al sur y al este con el océano Atlántico y al oeste con el condado de Nassau.

### Condado adyacente
- Condado de Nassau (oeste)

### Localidades
- Amagansett, Amityville, Aquebogue, Asharoken

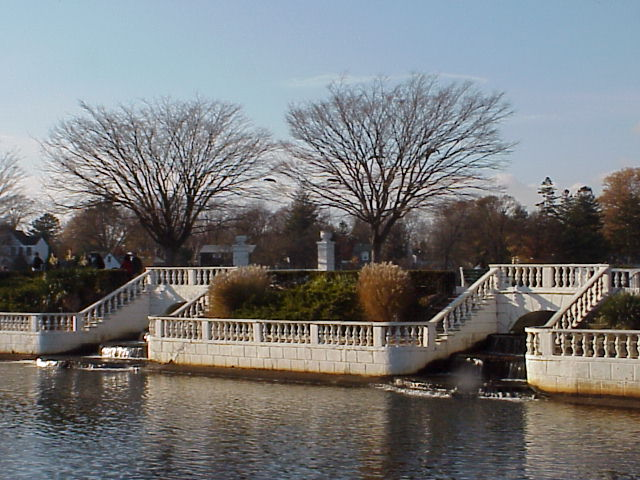
Lago Argyle: Atracción principal del pueblo de Babylon.

- Babylon (pueblo), Babylon (villa), Baiting Hollow, Bay Shore, Bayport, Baywood, Belle Terre, Bellport, Blue Point, Bohemia, Brentwood, Bridgehampton, Brightwaters, Brookhaven (pueblo), Brookhaven (aldea)
- Calverton, Center Moriches, Centereach, Centerport, Central Islip, Cherry Grove (conocido como Fire Island), Cold Spring Harbor, Commack, Copiague, Copiague Harbor, Coram, Cutchogue
- Deer Park, Dering Harbor, Dix Hills
- East Farmingdale, East Hampton (pueblo), East Hampton (villa), East Hampton North, East Islip, East Marion, East Moriches, East Northport, East Patchogue, East Quogue, East Setauket, East Shoreham, Eastport, Eatons Neck, Elwood
- Farmingville, Fire Island (conocido como Cherry Grove), Fire Island Pines, Fishers Island, Flanders, Fort Salonga
- Gilgo, Gilgo-Oak Beach-Captree, Gordon Heights, Great River, Greenlawn, Greenport, Greenport West
- Halesite, Hampton Bays, Hauppauge, Head of the Harbor, Holbrook, Holtsville, Huntington (pueblo), Huntington (aldea), Huntington Bay, Huntington Station
- Islandia, Islip (pueblo), Islip (aldea), Islip Terrace
- Jamesport
- Kings Park
- Lake Grove, Lake Ronkonkoma, Laurel, Lindenhurst, Lloyd Harbor
- Manorville, Mastic, Mastic Beach, Mattituck, Medford, Melville, Middle Island, Miller Place, Montauk, Moriches, Mount Sinai
- Napeague, Nesconset, New Suffolk, Nissequogue, North Amityville, North Babylon, North Bay Shore, North Bellport, North Great River, North Haven, North Lindenhurst, North Patchogue, North Sea, Northampton, Northport, Northville, Northwest Harbor, Noyack (Noyac)
- Oak Beach-Captree, Oakdale, Ocean Beach, Old Field, Orient
- Patchogue, Peconic, Poquott, Port Jefferson, Port Jefferson Station
- Quioque (Quiogue), Quogue
- Remsenburg, Ridge, Riverhead (pueblo), Riverhead (aldea), Riverside, Rocky Point, Ronkonkoma
- Sag Harbor, Sagaponack, Saltaire, Sayville, Selden, Setauket, Shelter Island, Shelter Island (aldea), Shelter Island Heights, Shinnecock Hills, Shirley, Shoreham, Smithtown (pueblo), Smithtown (aldea), Southampton (pueblo), Southampton (villa), Southold (pueblo), Southold (aldea), Sound Beach, South Huntington, Speonk, Springs, St. James, Stony Brook
- Terryville, Tuckahoe
- Village of the Branch
- Wading River, Wainscott, Water Mill (Watermill), West Babylon, West Bay Shore, West Gilgo Beach, West Hampton Dunes (Westhampton Dunes), West Hills, West Islip, West Sayville, Westhampton, Westhampton Beach, Wheatley Heights, Wyandanch
- Yaphank

## Demografía
De acuerdo con el censo de 2000, había 1.419.369 personas, 1.969.299 viviendas y 860.421 familias residiendo en el condado. La densidad de población era de 601 km² (1.556/mi²).
La composición racial de Suffolk es la siguiente, con datos del censo de 2000: 84,60% blancos, 6,94% afroamericanos, 0,27% nativos americanos, 2,45% asiáticos, 0,03% de las Islas del Pacífico, el 3,65% de otras razas y el 2,06% de dos o más razas. Los hispanos o latinos (que pueden ser de cualquier raza) componen el 18,53% de la población del condado. Los ancestros europeos más importantes en este condado, con datos de 2000, son: 28,33% italianos, 22,02% irlandeses, 16,95% alemanes y 5,98% ingleses.
| Raza                                  | Núm.    | Perc. |
| ------------------------------------- | ------- | ----- |
| Blancos (NH)                          | 967,330 | 63.4% |
| Negros (NH)                           | 107,268 | 7.03% |
| Nativos (NH)                          | 3,102   | 0.2%  |
| Asiático (NH)                         | 65,019  | 4.3%  |
| Isleño de las islas del Pacífico (NH) | 241     | 0.01% |
| Multiracial (NH)                      | 50,001  | 3.3%  |
| Latino o hispano                      | 332,959 | 22%   |